# Tvøroyrar Bóltfelag
Il Tvøroyrar Bóltfelag, meglio noto come TB Tvøroyri, è una società calcistica faroese, con base nella città di Tvøroyri, che milita nella Formuladeildin, la prima divisione calcistica nelle Isole Fær Øer.
Il club è il più vecchio in attività nelle Isole Fær Øer, essendo stato fondato il 13 maggio 1892, ed è anche uno dei più antichi della Danimarca, nazione a cui le isole appartengono e per questo è parte del Club of Pioneers, associazione che accoglie i club più longevi per ogni federazione.

## La fusione con Suduroy e Royn e lo scioglimento
Nel mese di dicembre del 2016, al termine della Formuladeildin 2016, venne annunciata l'intenzione di fondare il TB Tvoroyri con le altre due squadre dell'isola di Suduroy, ovvero il FC Suðuroy ed il Royn Hvalba. La fusione verrà completata nel 2018 e darà vita ad un nuovo club denominato provvisoriamente Tvøroyrar Bóltfelag/Football Club Suðuroy/Royn Hvalba, con sede a Trongisvágur. La squadra era nota anche come Suðuroyarliðið (letteralmente "squadra di Suðuroy" in italiano). I tre club unirono le forze soltanto per quanto riguardava la prima squadra, ma rimasero indipendenti per quanto riguarda i settori giovanili e le selezioni femminili. L'esperienza durò appena due anni. A partire dalla stagione 2020 i tre club decisero di terminare la cooperazione.

## Palmarès

### Competizioni nazionali
- Formuladeildin Faroense: 8

1943, 1945, 1949, 1951, 1976, 1977, 1980, 1987
- Coppa delle Isole Fær Øer: 5

1956, 1958, 1960, 1961, 1977
- 1. deild: 4

1948, 2001, 2004, 2014

## Rosa
aggiornata al 25 marzo 2021
| N. |                      | Ruolo | Calciatore           |
| -- | -------------------- | ----- | -------------------- |
| 1  | Serbia (bandiera)    | P     | Nikola Stoisavljevic |
| 3  | Ghana (bandiera)     | D     | Musah Armah          |
| 4  | Fær Øer (bandiera)   | D     | Aron Sørensen        |
| 5  | Danimarca (bandiera) | D     | Simon Søndergaard    |
| 6  | Fær Øer (bandiera)   | C     | Rógvi Jensen         |
| 7  | Fær Øer (bandiera)   | C     | Einar Thorsteinsson  |
| 8  | Fær Øer (bandiera)   | C     | Dánjal Gotfred       |
| 9  | Danimarca (bandiera) | C     | Mark Kongstedt       |
| 10 | Fær Øer (bandiera)   | C     | John Villi Leo       |
| 11 | Fær Øer (bandiera)   | D     | Eirikur Ellerdsen    |
| 12 | Ghana (bandiera)     | D     | Samudeen Musah       |

| N. |                      | Ruolo | Calciatore            |
| -- | -------------------- | ----- | --------------------- |
| 14 | Fær Øer (bandiera)   | C     | Johán Thomsen         |
| 15 | Senegal (bandiera)   | D     | Ndende Adama Guèye    |
| 16 | Fær Øer (bandiera)   | P     | John Jacobsen         |
| 17 | Fær Øer (bandiera)   | D     | Teitur Olsen          |
| 18 | Ghana (bandiera)     | A     | Maxwell Asare Bediako |
| 20 | Fær Øer (bandiera)   | D     | Jens Erik Bruhn       |
| 21 | Norvegia (bandiera)  | C     | Bessijan Kastrati     |
| 22 | Fær Øer (bandiera)   | A     | Andreas Midjord       |
| 23 | Fær Øer (bandiera)   | A     | Nikolei Johannesen    |
| 25 | Danimarca (bandiera) | P     | Mads Altschuler       |
| 33 | Fær Øer (bandiera)   | D     | Ragnar Jensen         |